# Woestijn van Neder-Californië
De woestijn van Neder-Californië (Engels: Baja California Desert) vormt een ecoregio op het schiereiland Neder-Californië (Baja California) van Mexico.

## De ecoregio
Deze ecoregio beslaat het westelijke deel van het schiereiland Neder-Californië en maakt het grootste gedeelte uit van de Mexicaanse staten Baja California Sur en Baja California. De ecoregio heeft een oppervlakte van 77.700 km² en bedekt het grootste deel van de westelijke hellingen van het schiereiland. Ten westen grenst het aan de Stille Oceaan en aan de oostzijde wordt het begrensd door de Peninsular Ranges, een groep bergketens die van noord naar zuid over het schiereiland lopen. Meer naar het noorden (boven 30° noorderbreedte) gaat het woestijnachtige landschap van de ecoregio over in de chaparral, een droge bosachtige vegetatie dat kenmerkend is voor het noordelijke deel van het schiereiland en de Amerikaanse staat Californië. In de hogere delen van de Peninsular Ranges bevinden zich de dennen-eikenbossen van Sierra Juárez en San Pedro Mártir. Op het zuidelijkste punt van het schiereiland gaat de woestijn over in het droge struweel van San Lucan.
Binnen de ecoregio komen verschillende leefomgevingen voor, zoals bergachtig terrein, vlakten en kustduinen. Hierdoor zijn de hoogtes gevarieerd, van 1000-1500 meter in de westelijk-centrale bergketens van de Peninsular Range tot 300-600 meter op de vlakten. Evenwijdig aan de westkust is er een behoorlijk uitgestrekt gebied met kustduinen. Dankzij de geïsoleerde ligging van deze woestijn ten opzichte van de rest van Mexico is er een grote soortenrijkdom, waarvan verschillende soorten hier endemisch zijn.
Het gebied heeft een droog subtropisch klimaat. Ondanks de lage regenval heeft de Stille Oceaan wel invloed op het klimaat in deze ecoregio. Zo is de luchtvochtigheid hoger en zijn de temperaturen gematigder dan in de ten oosten van de Peninsular Ranges gelegen Sonorawoestijn.

## Flora en fauna

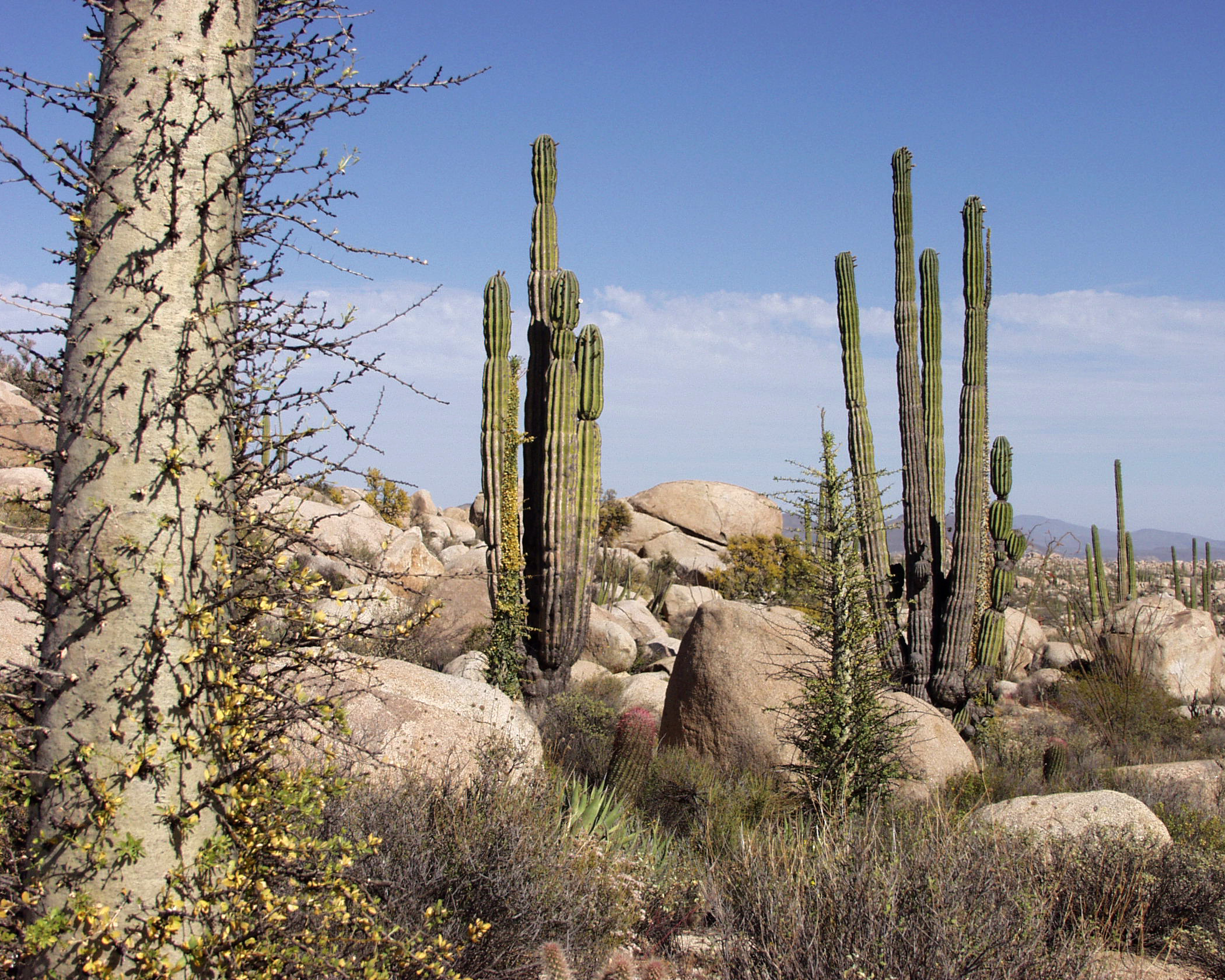
Cactussoorten zoals Pachycereus pringlei maken een belangrijk onderdeel uit van de hier vertegenwoordigde flora

De vegetatie binnen deze ecoregio bestaat uit droogteminnend struikgewas, waarin de voorkomende soorten variëren per leefomgeving. Zo zijn de rotsachtige vulkanische bodems van de hoogste delen van de Peninsular Ranges begroeid met planten met dikke stengels. Overheersende plantensoorten zijn daar Ambrosia camphorata, de reigersbek (Erodium cicutarium) en Astragalus prorifer. De boomsoort Fouquieria columnaris kan groeien tot op een hoogte van 1200 meter. Verder worden er ook veel soorten cactussen aangetroffen, de voorkomende soorten verschillen per hoogte. Een hier veel voorkomende cactussoort is de kruipende Stenocereus eruca, die ook wel bekend staat als de Creeping Devil. 
In de lage en vochtigere gebieden groeit vooral een meerjarige vegetatie, die begroeid is met epifyten zoals Tillandsia recurvata en schimmels zoals Rocella tinctoria. Op zoute en alkalische bodems groeien halofyten zoals Ambrosia magdalenae, Agave vizcainoensis, Yucca valida, Stenocereus gummosus en de grassoort Muhlenbergia porter. De duinvegetatie bestaat uit soorten zoals Larrea tridentata, Atriplex barclayana, Asclepia subulata en Nicolletia trifida.
Vanwege de afgelegen en geïsoleerde ligging van het schiereiland komen er in dit gebied veel endemische en bedreigde dier- en plantensoorten voor. Deze hebben zich aangepast aan het onherbergzame karakter van het landschap en het hete klimaat. Van de planten is hier 23 procent endemisch. Vooral soorten uit de lipbloemenfamilie (Lamiaceae) en de familie Fouquieriaceae zijn goed vertegenwoordigd in deze ecoregio.
De wangzakmuis Dipodomys gravipes en de eekhoornsoort Spermophilus atricapillus zijn endemische zoogdieren in dit woestijngebied. Verder kent het gebied ook een groot aantal endemische bijensoorten, alsook spinnen en schorpioenen. Veel diersoorten hebben een nauwe relatie met de hier voorkomende cactussen. De langs de Pacifische kust gelegen Ojo de Liebre-lagune in dit gebied is een belangrijke overwinteringsplaats voor vele eenden en ganzen. Belangrijke roofvogelsoorten die hier voorkomen zijn de steenarend (Aquila chrysaetos), slechtvalk (Falco peregrinus), kuifcaracara (Caracara plancus), visarend (Pandion haliaeutus) en de holenuil (Athene cunicularia).

## Galerij

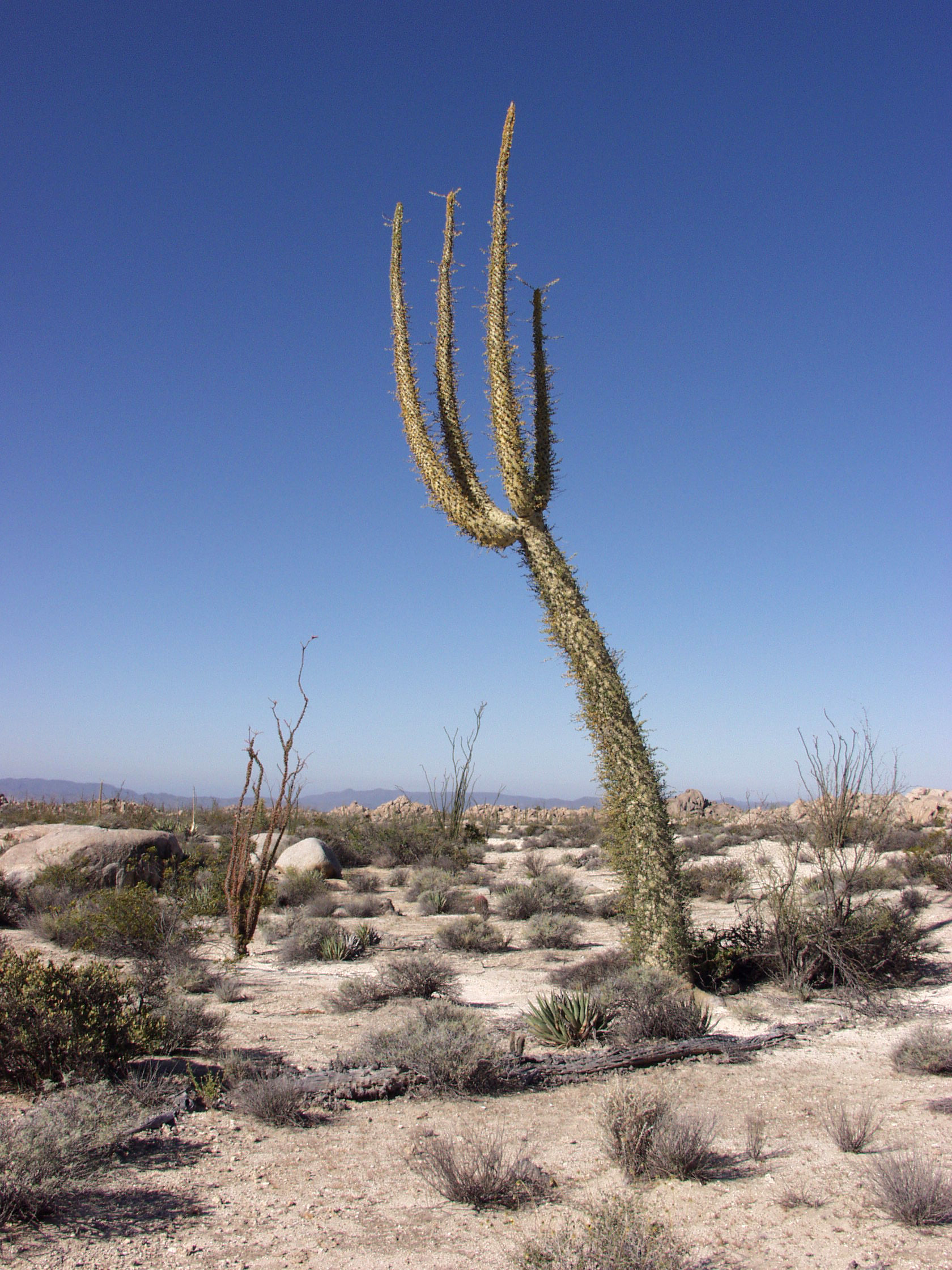
Fouquieria columnaris
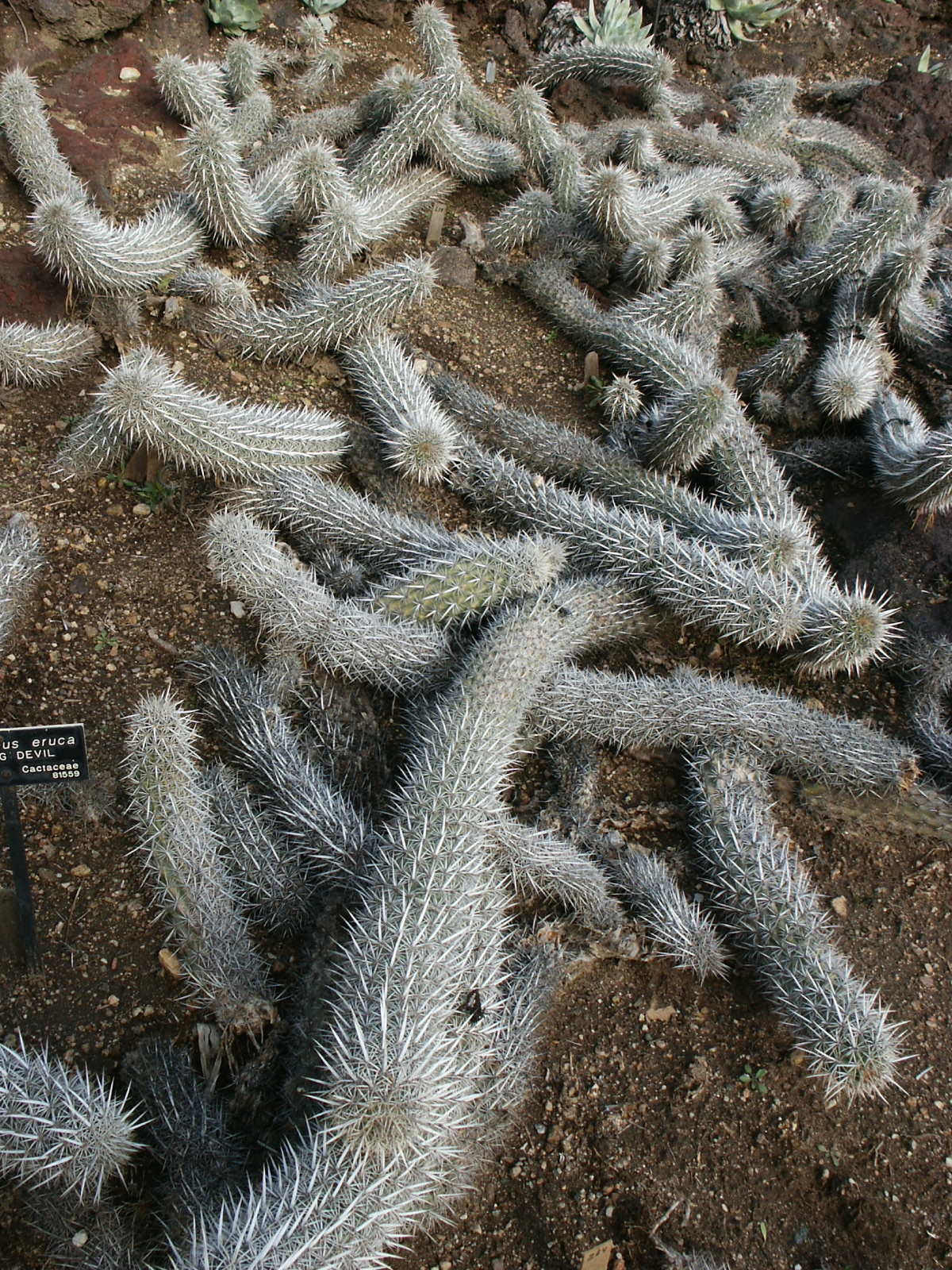
Stenocereus eruca
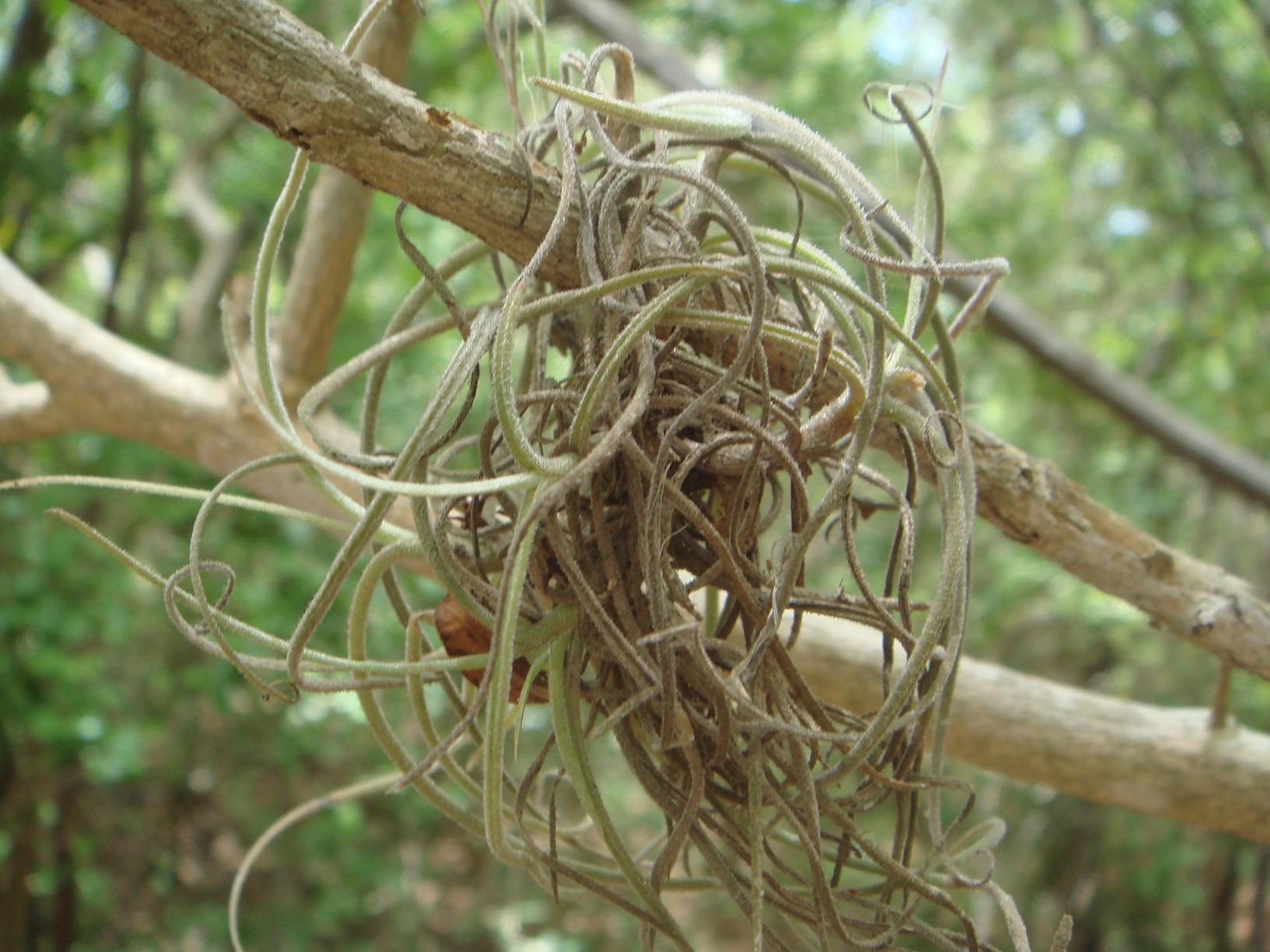
Tillandsia recurvata
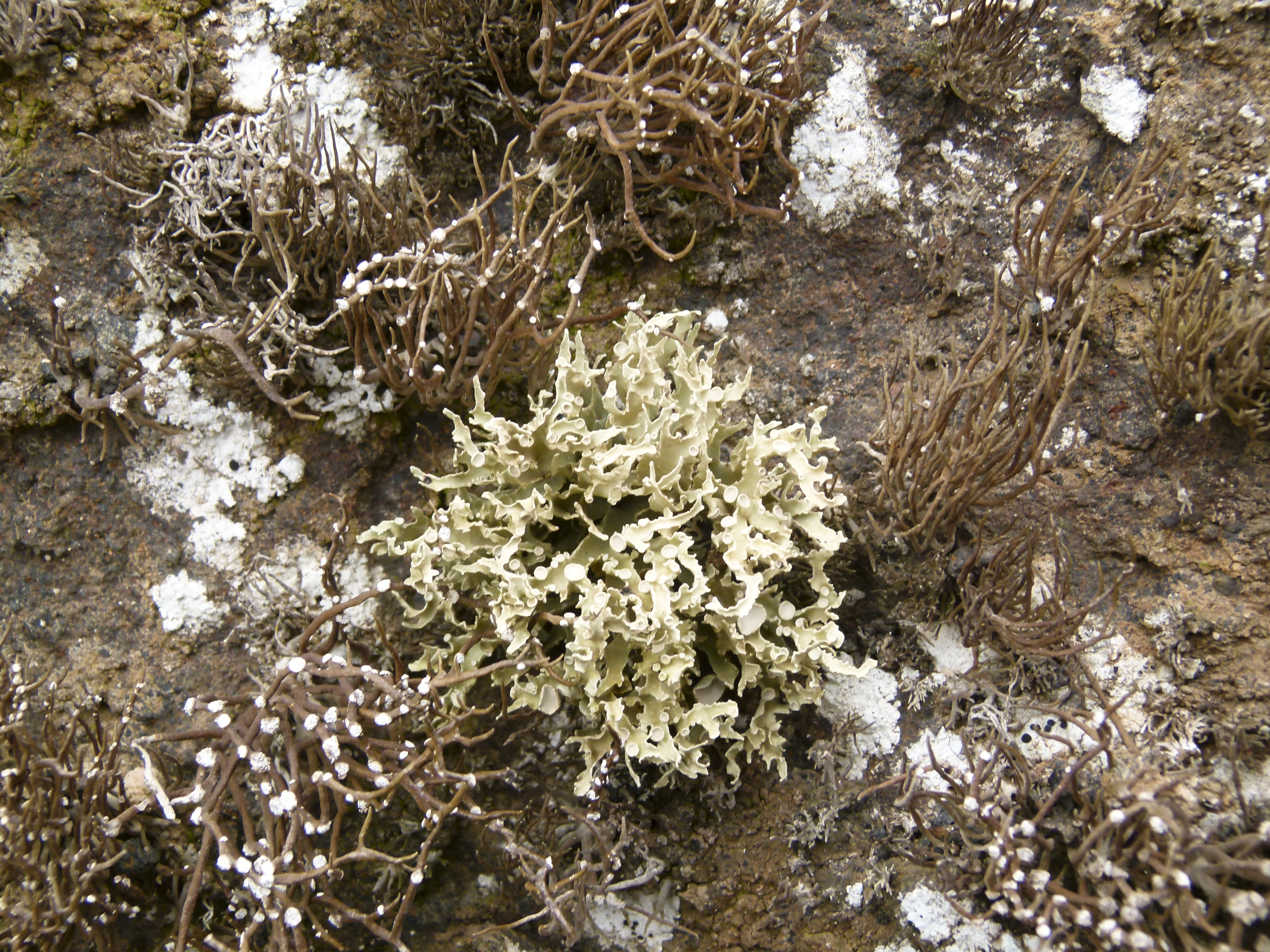
Rocella tinctoria
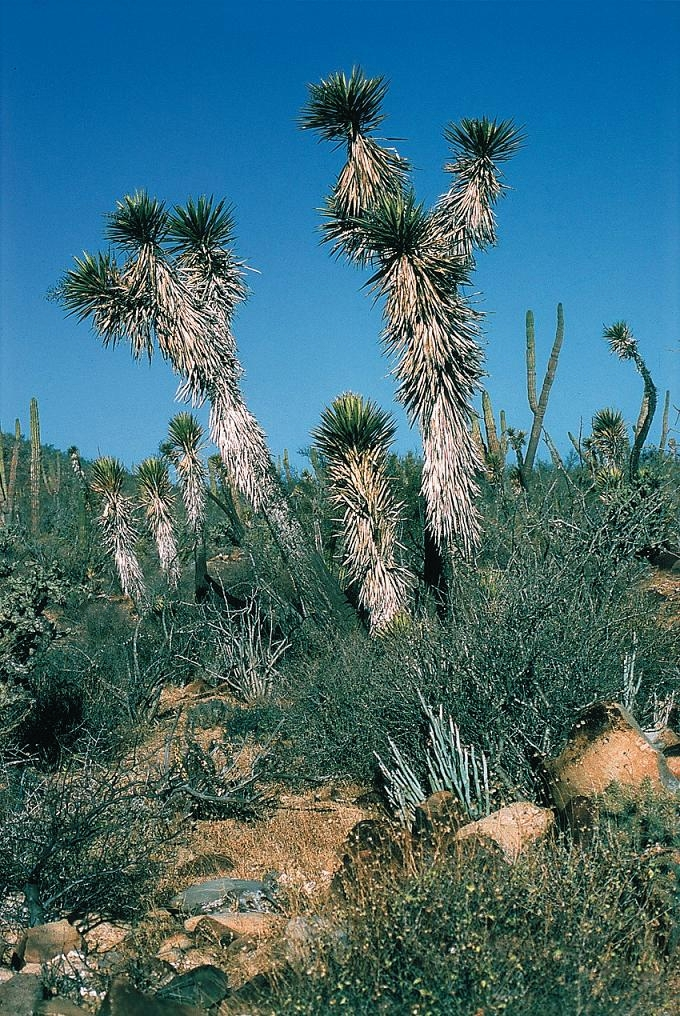
Yucca valida
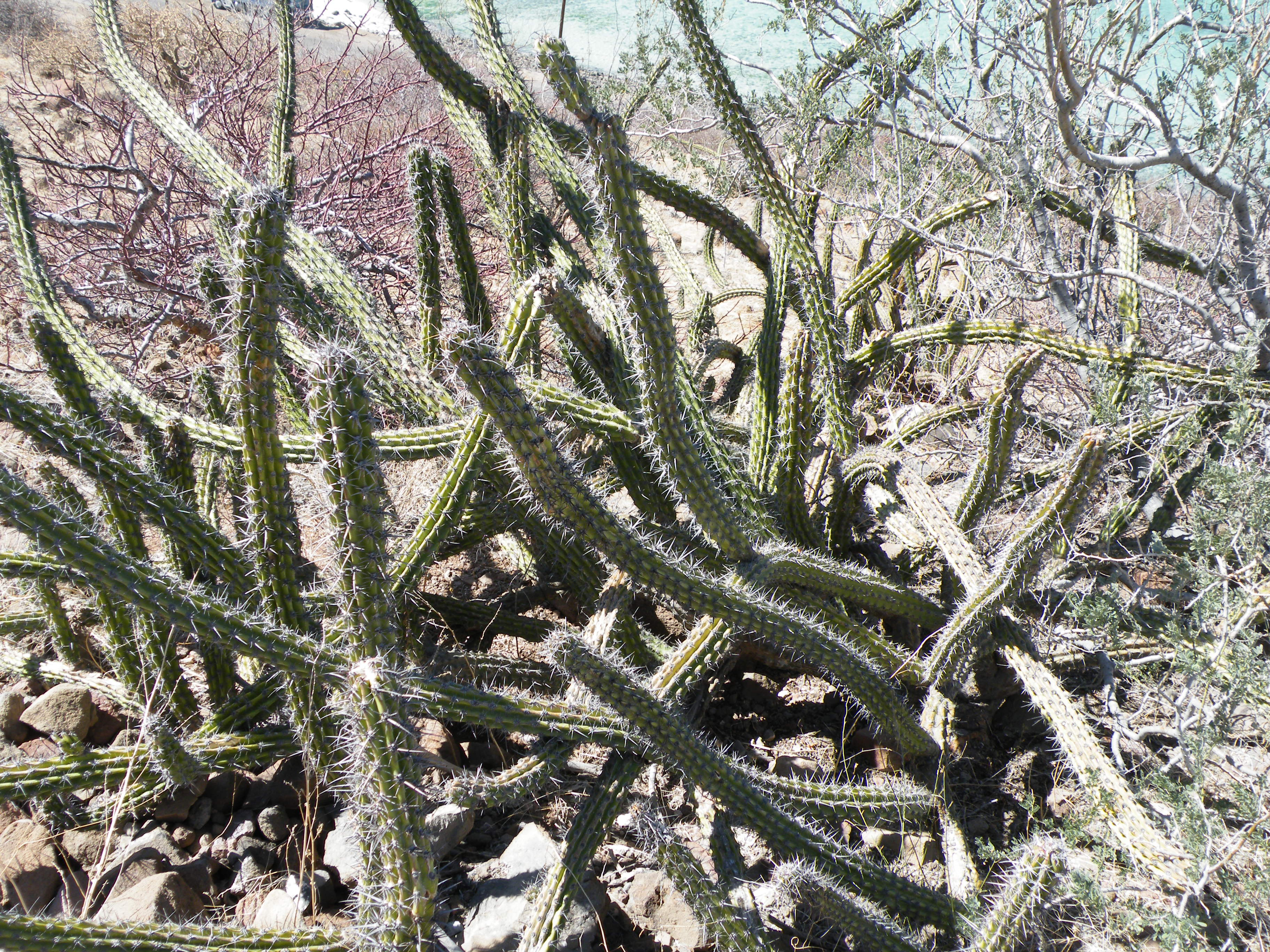
Stenocereus gummosus
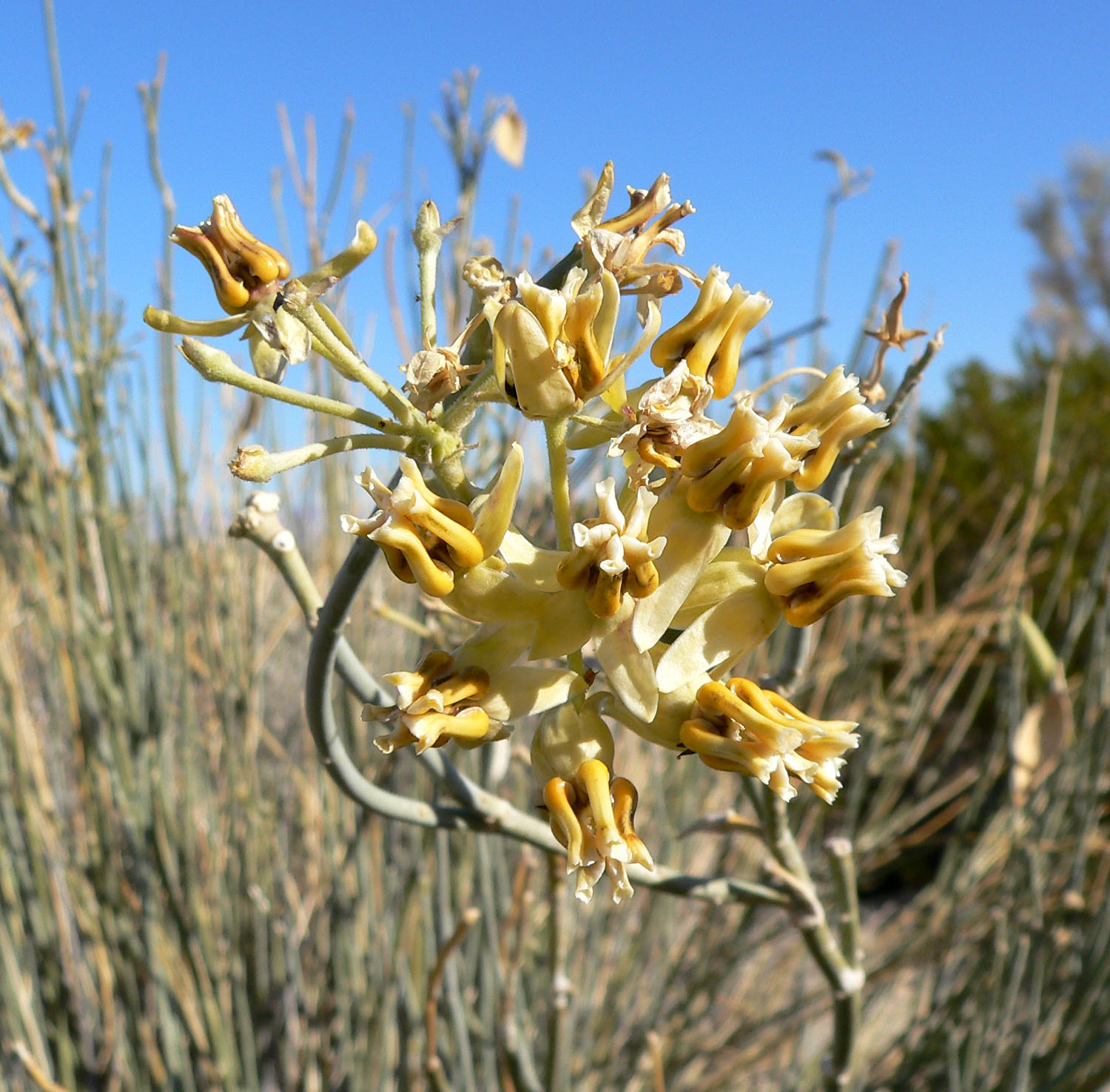
Asclepias subulata
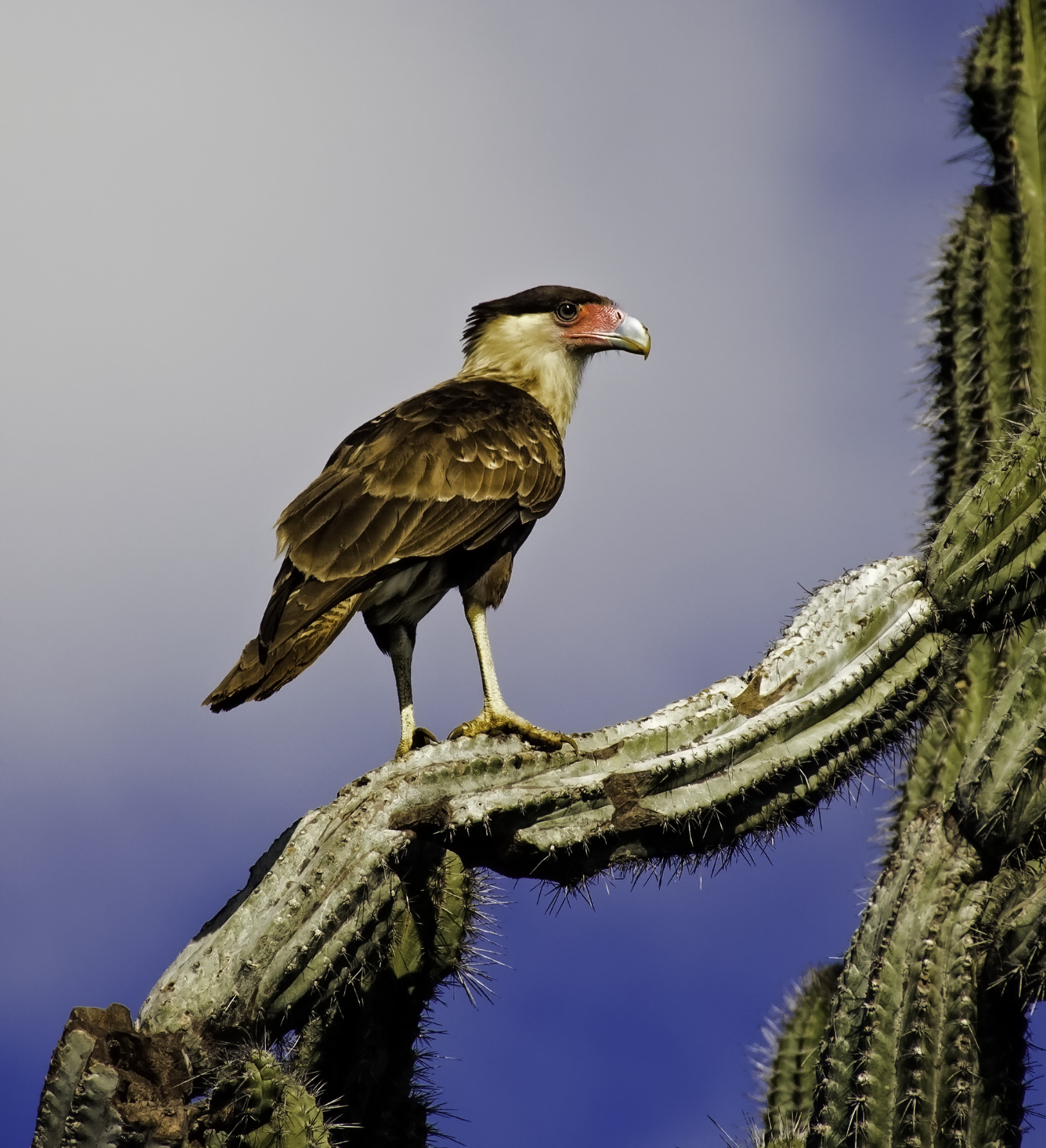
Kuifcaracara op een cactus
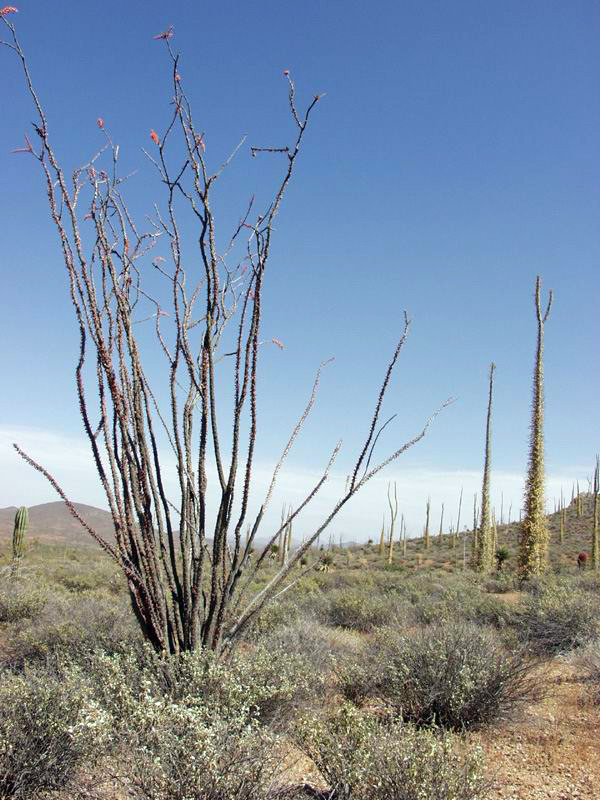
Fouquieria macdougalii